# کشرود
کشرود روستایی از توابع بخش طالقان شهرستان ساوجبلاغ در استان البرز ایران است.

## جمعیت
این روستا در دهستان پایین طالقان قرار دارد و براساس سرشماری مرکز آمار ایران در سال ۱۳۸۵، جمعیت آن ۹۵ نفر (۴۲خانوار) بوده‌است.

## مردم
در روستای کشرود مردم تات زندگی می‌کنند و به زبان تاتی سخن می‌گویند.